# Synthetisch rubber

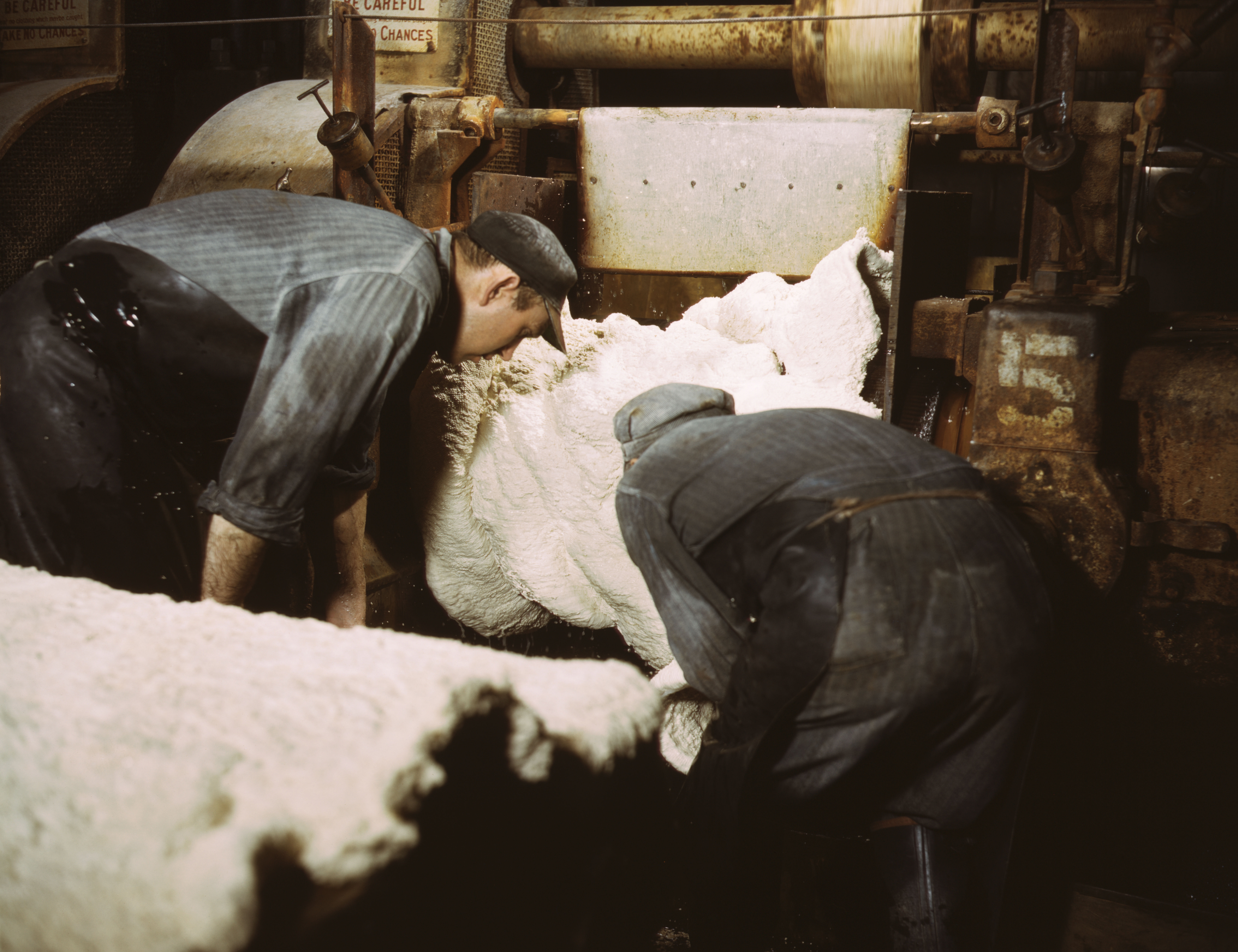
Productie van synthetisch rubber bij Goodrich (1941)

Synthetisch rubber is een synthetisch alternatief voor natuurrubber.
Het is een thermoplastisch elastomeer.
Voor het synthetisch produceren van rubber is polymerisatie vereist, een proces dat ook gebruikt wordt in de productie van plastics. Voorbeelden van synthetische rubbers zijn chloropreenrubbers, 1,3-butadieenrubbers en butylrubbers. Als grondstof voor synthetisch rubber wordt doorgaans aardolie gebruikt. De wereldmarkt voor rubber is ongeveer 24 miljoen ton groot, waarvan het aandeel synthetisch rubber ongeveer 55-60% bedraagt.

## Geschiedenis
In 1910 slaagde de Russische chemicus Sergei Vasiljevich Lebedev erin om synthetisch rubber te maken gebaseerd op polybutadieen. Zijn boek, Research in polymerisation of by-ethylene hydrocarbons (Onderzoek naar de polymerisatie van bi-ethylene koolwaterstoffen) (1913), werd de bijbel voor de studie van synthetisch rubber. In 1928 ontwikkelde hij een methode om synthetisch rubber te maken door polymerisatie van butadieen, waarbij hij metallisch natrium als katalysator gebruikte. 
De productie van synthetische rubber begon in de jaren twintig, en liet een grote stijging zien vanaf de Tweede Wereldoorlog. Belangrijke rubberproducerende landen werden tijdens de oorlog door Japan bezet en de zoektocht naar alternatieven kreeg hierdoor een extra impuls.
In 1936 werd in Nazi-Duitsland, dat in geval van oorlog door zeeblokkades van de invoer van natuurrubber dreigde te worden afgesneden, door IG Farben te Schkopau een fabriek gebouwd waar Buna werd geproduceerd; een polymeer van butadieen en natrium, dat als synthetisch rubber dienst kon doen. De fabriek werd naar het product de Buna-Werke genoemd. De Duitse bandenfabrikant Pneumant maakte in 1936 als eerste bandenfabrikant gebruik van Buna.
Tijdens de Tweede Wereldoorlog werd een filiaal van de Buna-Werke gesticht in concentratiekamp Auschwitz-Monowitz (Auschwitz III). Ook Continental AG ontwikkelde tijdens de oorlog synthetisch rubber. De Buna-Werke in Auschwitz werden na de Tweede Wereldoorlog door de Poolse regering overgenomen. De fabriek te Schkopau bestaat nog steeds, en is tegenwoordig onderdeel van Dow Chemical.
In 1950 lag het wereldwijde gebruik van rubber op 2,5 miljoen ton, waarvan een derde synthetisch rubber, maar tegenwoordig wordt meer dan de helft van de gebruikte rubber synthetisch vervaardigd.

## Soorten synthetisch rubber
- Styreen-1,3-butadieenrubber (SBR)
- Polybutadieenrubber (BR)
- Isopreenrubber (IR)
- Chloropreenrubber (CR) = neopreen
- Nitrilrubber (NBR)
- Ethyleen-Propyleen-Dieen-Monomeer (EPM, EPDM)
- Butylrubber (IIR)
- Siliconenrubber (VMQ)
- Fluorrubber (FKM)
- Ethylvinylacetaatrubber (EVA)
- Gechloorsulfoneerd polyetheenrubber (CMS)
- Acrylaatrubber (ACM)
- Polyurethaanrubber (AU of EU)
- Vulkanisatierubber

Deze rubbersoorten hebben ieder hun eigen specialiteit. Waar bijvoorbeeld de ene soort goed buiten gebruikt kan worden, omdat hij ozon- en weerbestendig is, zijn andere weer heel rekbaar.

## Trivia
- De Italiaanse chemicus en schrijver Primo Levi werd tijdens de Tweede Wereldoorlog door de SS als dwangarbeider verhuurd aan de Buna-Werke in concentratiekamp Auschwitz-Monowitz, waar hij als laborant werkte.
- In The Big Blockade (1942), een Britse propagandafilm, komt de economische blokkade van Nazi-Duitsland en een bombardement op de Buna-Werke aan de orde.